# Operation Spring
Operation Spring ist die Bezeichnung für eine großangelegte Operation der österreichischen Polizei in den Jahren 1999 und 2000 im Kampf gegen den organisierten Drogenhandel. Im Zuge dieser Operation wurden zahlreiche Menschen afrikanischer Herkunft festgenommen, beschuldigt und teilweise rechtskräftig verurteilt. Eine längere Observation – bei der unter anderem zum ersten Mal der „große Lauschangriff“ eingesetzt wurde – ging dem Zugriff voraus, bis schließlich am 27. Mai 1999 etwa 850 Polizisten österreichweit Wohnungen und Flüchtlingsheime von Beschuldigten stürmten.

## Operation Spring
Die Operation Spring war die größte kriminalpolizeiliche Aktion in Österreich in der zweiten Republik. Insgesamt wurden 127 Personen festgenommen. Rund ein Drittel der Festgenommenen musste nach kurzer Zeit wieder freigelassen werden. Einige wurden wegen illegalen Aufenthalts festgenommen und in der Folge aus Österreich abgeschoben. Ein Teil der Massenmedien, allen voran die Neue Kronen Zeitung, berichteten von einem noch nie da gewesenen Erfolg der Polizei im Kampf gegen die organisierte Kriminalität: „Mit Hilfe des ersten großen Lauschangriffs sei es gelungen, die Bosse eines international agierenden nigerianischen Drogenrings festzunehmen“. Vor allem die Wiener Stadtzeitung Falter und einige Publikationen antirassistischer Aktivisten kritisierten die Polizeiaktion sofort nach ihrem Bekanntwerden als rassistisch. Ein großer Teil der betroffenen Afrikaner war zum damaligen Zeitpunkt in der Black Community Wiens aktiv, die nach der Tötung von Marcus Omofuma durch österreichische Polizisten sehr aktiv wurde und selbstorganisiert versuchte, dem aufkeimenden Rassismus etwas entgegenzusetzen.
Die Verfahren gegen rund 100 Afrikaner entwickelten sich zu einem der größten Justizverfahren der österreichischen Nachkriegsgeschichte. Fast alle Angeklagten wurden zu teilweise langjährigen Haftstrafen verurteilt.
Anzumerken ist in diesem Zusammenhang, dass sich die im Vorfeld der Operation Spring angewandte optische und akustische Überwachung erst in Probe befand.

## Kritikpunkte an den Verfahren
Die von Polizei und Justiz angewandten Methoden riefen nicht nur bei Menschenrechtsorganisationen Unmut hervor. Vor allem wird die Fairness des Verfahrens nachdrücklich in Frage gestellt.
Bemängelt werden unter anderem die „schlechte Qualität“ der akustischen und optischen Aufzeichnungen, die dazu führten, dass Personen auf den Aufnahmen nur schwer oder gar nicht zu identifizieren sind. Daneben stellte sich die Zuordnung der Stimmen zu den Personen auf den Videoaufnahmen als problematisch heraus. So konnte im letzten offenen Verfahren von Sachverständigen nachgewiesen werden, dass die Zuordnung einer Stimme zum betreffenden Angeklagten auf den Aufnahmen nicht eindeutig möglich und somit als Beweis unbrauchbar sei. Das Gericht folgte in diesem Punkt der Linie der Verteidigung und lehnte die von Staatsanwaltschaft und Polizei getroffene Zuordnung der Stimmen ab. Dies war der einzige Fall, bei dem die Zuordnung der Stimmen überprüft wurde.
Im Verfahren wurden einige Kronzeugen herangezogen. Diese Zeugen, die einen Großteil der angeklagten Afrikaner belasteten, traten jedoch vermummt und anonym auf. Sie waren so bekleidet, dass ihre Gesichter durch dunkle Motorradhelme und Skihauben verdeckt wurden. Die Personalien dieser Zeugen wurden gegenüber der Verteidigung ebenfalls nicht preisgegeben. Diese Art der Zeugeneinvernahme wurden mittlerweile durch den Obersten Gerichtshof als unzulässig befunden. Zahlreiche Fragen der Verteidigung wurden zum Schutz der Zeugen vom Richter zurückgewiesen. Ein Hauptzeuge widerrief später im Zuge der Dreharbeiten zum Dokumentarfilm von Schuster und Sindelgruber zu der Operation Spring seine Aussage.
Auch die Rolle des Dolmetschers, Douglas Idehen, und seine Übersetzungen des Überwachungsmaterials waren der Kritik ausgesetzt. Da der Großteil der Angeklagten auf den Aufnahmen in ihrer Muttersprache Ibo zu hören war, musste ein Übersetzer herangezogen werden. Im Laufe der letzten Verfahren, in dem ein zweiter Übersetzer eingesetzt wurde, stellte sich heraus, dass mehrere für das Verfahren relevante Passagen vom ersten Dolmetscher falsch übersetzt wurden, beziehungsweise auf den Tonbändern nicht aufzufinden waren. Des Weiteren wurden Passagen nur sinngemäß und nicht wortgetreu, wie es üblich wäre, übersetzt. Die Zuordnung der Stimmen nahm der Dolmetscher selbst vor, obwohl im letzten Verfahren selbst ein entsprechender Sachverständiger dies zumindest beim letzten Angeklagten wegen der schlechten Qualität der Aufnahmen nicht tun konnte. Der Übersetzer war ebenfalls wie die Kronzeugen im Prozess anonymisiert. Fragen der Verteidigung an den Übersetzer wurden ebenfalls aus Schutz für den Zeugen vom Gericht abgewiesen, wodurch es der Verteidigung unmöglich war, dessen Qualifikation zu überprüfen. Die Übersetzungen und Zuordnungen der Stimmen wurden jedoch in den Verfahren als wichtige Grundlage für die Anklageerhebung herangezogen. Des Weiteren wurde dieser Übersetzer im Vorverfahren nicht darauf hingewiesen, dass eine falsche Übersetzung strafbar sei.
Für Empörung bei den Verurteilten und deren Anwälten sowie Kritikern der Verfahren sorgte die folgende Passage in mehreren Urteilsbegründungen: „[…] Verkauf einer nicht mehr feststellbaren, jedenfalls aber großen Menge Heroin und Kokain, an unbekannt gebliebenen Endabnehmer […]“.

## Reaktionen auf die Kritik
Den Vorwürfen entgegnete die Richterschaft und das Justizministerium, dass alle Entscheidungen in den über 100 Strafverfahren von unterschiedlichen unabhängigen Gerichten gefällt wurden, noch dazu oft von Schöffengerichten, wo Laienrichter aus der Bevölkerung bei der Urteilsfindung mitwirkten. Ein weiteres Gegenargument ist, dass Urteile nie allein aufgrund eines Beweises gefällt wurden, sondern sich auf eine Vielzahl von Beweisen stützten. Es wird argumentiert, dass, auch wenn die vorgebrachten Beweise schlecht oder schlecht verwertbar waren, die Gerichte in den meisten Fällen die Beweise als ausreichend für eine Verurteilung erachteten.
Justizministerin Karin Gastinger und Innenministerin Liese Prokop gaben diesbezüglich nur knappe Kommentare ab und machten ihre weitere Vorgehensweise vom Ausgang noch ausstehender Strafverfahren zu diesem Themenkomplex abhängig.

## Drogenbosse, Kleinkriminelle oder Justizopfer?

### Obiora C-Ik Ofoedu
Der aus Nigeria stammende Literat und politische Aktivist Obiora C-Ik Ofoedu wurde im Zuge der „Operation Spring“ verhaftet. Zunächst wurde Ofoedu aufgrund von Polizeiinformationen an die Medien als Drogenboss gehandelt. Charles Ofoedu war Teil der Plattform für eine Welt ohne Rassismus. Nach seiner Enthaftung nach drei Monaten in Untersuchungshaft arbeitete er weiter in der Plattform. Ofoedu wurde im Jahr 2000 schließlich rechtskräftig wegen Geldwäsche verurteilt – er hatte für Landsleute Geld überwiesen, das laut dem Gerichtsurteil aus Drogenhandel stammte. Für alle anderen ihm ursprünglich zur Last gelegten Verbrechen erhob die Staatsanwaltschaft keine Anklage oder wurde von Vorwürfen freigesprochen und anschließend für drei Monate in Schubhaft genommen, nachdem die Fremdenpolizei ein 10-jähriges Aufenthaltsverbot verhängt hatte. Seine Erlebnisse mit der österreichischen Justiz verarbeitete er im Buch „Morgengrauen“. Den Vorwurf, Ofoedu sei der Kopf eines international agierenden Drogenrings, musste die Justiz fallen lassen. Schon unmittelbar nach seiner Verhaftung herrschte in der Plattform die Meinung, dass er aus politischen Gründen zum „Drogenboss“ gemacht werden sollte.

### Emmanuel Chukwujekwu
Auch Chukwujekwu wurde 1999 als „Drogenboss“ präsentiert. Nachdem er in erster Instanz deswegen zu neun Jahren Freiheitsstrafe verurteilt worden war, erfolgte in der zweiten Instanz ein Freispruch. Anwalt Chukwujekwus war Lennart Binder. Der oberste Gerichtshof hob die Urteile jedoch wieder auf und der Fall wurde erneut an die erste Instanz verwiesen. Ende Dezember 2005 wurde Chukwujekwu, nachdem er fast 4 Jahre und 9 Monate in Untersuchungshaft verbracht hatte, in erster Instanz zu genau 4 Jahren und 9 Monaten Haftstrafe verurteilt. Nach Ansicht des Gerichts konnte Chukwujekwu nun als „Drogenverpacker“ überführt werden. Dieses Urteil ist nicht rechtskräftig, da Nichtigkeitsbeschwerde eingebracht wurde.

## Kommentare zu den Operation Spring-Prozessen
- Emmanuel Chukwujekwu in der März-Ausgabe 2004 des Augustin: „Es war kein Krieg gegen Drogen, es war ein Krieg gegen die Black Community in Wien […]. Unvorstellbar, dass so etwas in einem zivilisierten Land wie Österreich passiert.“
- Peter Pilz (ehemaliger österreichischer Nationalratsabgeordneter,  Grüne) am 30. Dezember 2005 auf seiner Homepage: „Ich vermute, dass mit den ‚Beweisen‘ der Operation Spring Schuldige und Unschuldige verurteilt wurden. […] Ein ähnlicher Prozess gegen russische Mafiosi hätte in einem Fiasko geendet. […] hätten internationale Spitzenanwälte die ‚Beweise‘ in der Luft zerrissen. Polizei und Staatsanwaltschaft wären in einem Sumpf der Lächerlichkeit untergegangen. Die Stümper des österreichischen Rechtsstaats hätten eine verheerende Lektion erhalten.“
- Max Edelbacher, leitender Kriminalbeamter als Fazit zur Operation Spring: „Die angewandten Methoden waren nicht erfolgreich […]. Das Ergebnis ist nicht von bleibendem Wert. Größere Drogenbosse konnten nicht verhaftet werden. […] Heutzutage verfolgt die Polizei eine andere Strategie, und konzentriert sich auf die Verfolgung der kleinen Straßenhändler.“
- Karin Gastinger (Justizministerin) in der Antwort auf eine parlamentarische Anfrage am 8. Dezember 2005, BMJ-Pr7000/0088-Pr 1/2005: „Es ging um eine rein juristische Bewertung der im Film dargestellten Missstände und Ungereimtheiten […]. Der Dokumentarfilm wurde von allen Anwesenden ambivalent beurteilt. Wenn Verfahrensergebnisse auf falschen Übersetzungen und Zeugenaussagen aufbauen, schürt dies natürlich Zweifel, ob die Rechtsfindung zutreffend war. Andererseits ist es ein Manko dieser Dokumentation, dass die Sicherheits- und Anklagebehörden nicht zu Wort gekommen sind, um eine ausgewogene Darstellung zu erreichen. […] Weisungen des BMJ kommen nur bei kontroversiellen Standpunkten in Frage, die im Bereich des in Rede stehenden Verfahrenskomplexes allerdings nicht vorliegen.“

## Film
Über den Polizeieinsatz, die Gerichtsverfahren und die Prozesshintergründe wurde ein Dokumentarfilm mit dem gleichlautenden Namen „Operation Spring“ von Angelika Schuster und Tristan Sindelgruber produziert. Der Film stellt die Frage, ob die Angeklagten jemals die Chance auf ein faires Verfahren hatten. Premiere war am 23. September 2005 in Kinos in Wien und Graz. Am 13. April 2008 sendete der ORF diesen Dokumentarfilm in seiner Reihe Doc.Art – allerdings nicht zur Prime Time, sondern erst um 23:00 Uhr.